# Mais Perto de Mim
"Mais Perto de Mim" é uma canção da banda de pop rock mineira Jota Quest. A canção faz parte do terceiro álbum ao vivo da banda intitulado Multishow ao Vivo: Folia & Caos. A balada pop rock vai ser lançada no dia 29 de março de 2012 nas rádios brasileiras. A canção também está no EP da banda, disponível no iTunes desde o dia 3 de abril.

## Lançamento e divulgação
A banda cantou a canção pela primeira vez no Big Brother Brasil 12, na Festa Pop, no dia 7 de março de 2012. No dia 28 de março, foi disponibilizado um trecho da canção no SoundCloud pela Sony Music. No mesmo dia, o videoclipe da canção estreou no canal da banda no YouTube. A canção foi lançada um dia depois, 29 de março, nas rádios de todo o Brasil. A faixa também faz parte do novo EP da banda, disponível no iTunes a partir de 3 de abril. Além de duas versões da música - em estúdio e ao vivo -, o EP conta com outras três faixas: Mais Uma Vez (com participação de Maria Gadú), Tempo Perdido (com Dado Villa Lobos e Marcelo Bonfá) e a inédita Tudo Está Parado.

## Desempenho nas paradas
Na parada semanal não-oficial do "Hot 100 Brasil", a canção debutou na posição de número cinquenta e quatro. A melhor posição da música foi de número dezesseis, atingida na sua décima semana na parada.[carece de fontes?]

## Videoclipe
O videoclipe da canção foi divulgado no dia 29 de março de 2012. O clipe intercala a apresentação da música do show que rolou em São Paulo com imagens da banda intimidade, com família, filhos e fãs.

## Paradas
| Paradas (2012)           | Melhor posição |
| ------------------------ | -------------- |
| Brasil (Hot 100 Airplay) | 16             |

## Histórico de lançamento
| País   | Data                | Formato         |
| ------ | ------------------- | --------------- |
| Brasil | 26 de março de 2012 | iTunes (Single) |
| Brasil | 29 de março de 2012 | Airplay         |
| Brasil | 3 de abril de 2012  | iTunes (EP)     |